# 白山村 (福井県)
白山村（しらやまむら）は福井県丹生郡にあった村。現在の越前市の北西端にあたる。

## 地理
- 山岳：若須岳、金華山

## 歴史
- 1889年（明治22年）4月1日 - 町村制の施行により、二階堂村、千合谷村、安戸村、土山村、小谷村、菅村、小野村、勝蓮花村、丸岡村、仏谷村、米口村、堀村、菖蒲谷村、都辺村、上杉本村、安養寺村、曽原村、粟野村、小杉村、牧村、若須村、中野村、萩原村、黒川村及び増谷村の区域をもって、白山村が発足する。
- 1959年（昭和34年）8月1日 - 武生市に編入する。